# Opeth
Az Opeth egy svéd zenekar, mely 1990-ben alakult. Zenéjükben a death metal keveredik a 70-es évek progresszív rockjával, utolsó lemezeiken inkább az utóbbi irányra koncentrálva. A zenekar vezetője a fő dalszerző/gitáros/énekes Mikael Åkerfeldt. Az Opeth pályafutása alatt 9 stúdiólemezt, 2 koncertlemezt és 2 DVD-t adott ki. 2001 óta már számtalan alkalommal jelölték őket Grammy-díjra, hard rock kategóriában. Emellett 2003-ban P3 Gold díjat nyertek. Az együttes 2005 decembere után ismét Magyarországra látogatott és Club 202 színpadán lépett fel 2012. február 28-án. 2021-ben ismét eljutnak hozzánk, az izlandi "The Vintage Caravan" társaságában, a dátumot viszont áttolták márciusról szeptemberre.

## Történet

### 1990-1993
A zenekart David Isberg énekes alapította 1990-ben. Hozzá csatlakozott Mikael Åkerfeldt, miután saját zenekara az Eruption nem váltotta be a hozzá fűzött reményeit. Mikael magával hozta Anders Nordin dobost és Nick Döring basszusgitárost. A másodgitárosi posztot Andreas Dimeo töltötte be. Ez a felállás egy általános iskolát bérelt ki próbahelyként. Az Opeth ezen felállása egy évig tartott és egy koncertet adtak. Az első koncertjük után Andreas Dimeo és Nick Döring kilépett. Ekkor már az Opeth nevet használták. Az elnevezés Wilbur Smith 1972-es regényéből, a Napmadárból származik. A könyvben az eredeti írásmód Opet, ami a hold városát jelenti. Kim Pettersson és John DeFarfalla belépésével adták második koncertjüket, de DeFarfalla a buli után kiszállt (1994-ben aztán visszatért). Pettersson sem maradt sokáig, ő 1991 végén távozott. Peter Lindgren először basszusgitárosként mutatkozott be, de hamar átváltott eredeti hangszerére a gitárra. David Isberg 1992 elején távozott a zenekarból "zenei nézeteltérésekre" hivatkozva. Így Mikael állt a mikrofon mögé a gitározás mellett. Azonnal nekiállt dalokat írni Lindgren társaságában. Az Opeth 1992 és 1993 között trió felállásban működött. Stefan Guteklint csatlakozásával újra lett basszusgitárosuk, de ő csak egy évig maradt. Még Stefan társaságában készítették azt a próbatermi felvételt, mely végül eljutott Lee Barrett kezei közé, aki a Candlelight kiadó főnöke. A legenda szerint Lee csak néhány másodpercet hallott a felvételből és azonnal szerződést ajánlott az együttesnek. Az ajánlat után Stefan Guteklint-et távozásra szólították fel. Debütáló lemezüket az 1994-es Orchidot Johan DeFarfalla segítségével rögzítették, aki végül állandó tag lett.

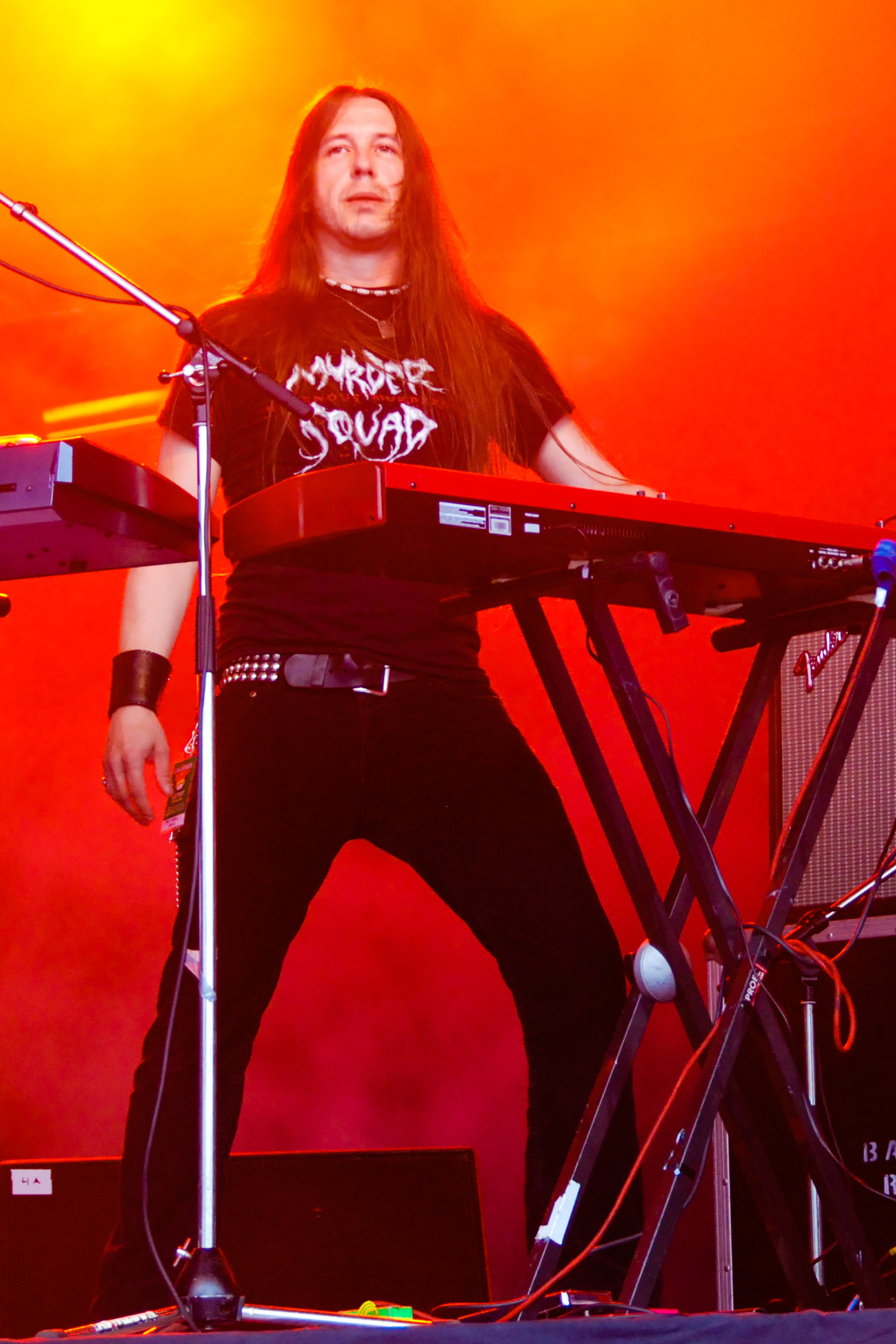
Per Wiberg 2005 óta tagja az együttesnek.

### 1994-1998
Az Orchid lemez végül 1995-ben jelent meg a Candlelight égisze alatt. Amerikában két év múlva került a boltok polcaira a lemez, melyet odaát a Century Media forgalmazott. A korong hangmérnöke Dan Swanö volt. A lemez remek kritikákat kapott, az AllMusic egyenesen briliáns, progresszív death metal alkotásnak vélte. A lemezmegjelenést követően néhány koncertet adtak Angliában, ahol egy este folyamán nagy példaképeik a Morbid Angel előtt játszhattak. A kettes lemez felvételei 1996 tavaszán zajlottak, megintcsak Dan Swanö producerkedése mellett. A lemez megintcsak jó kritikákban részesült, mely a Morningrise címet kapta. A 66 perces album mindössze öt számot tartalmaz, köztük a Black Rose Immortalt, mely a maga 20 percével máig a leghosszabb kompozíciójuk. A Morningrise megjelenése után indult első európai körútjuk a brit Cradle of Filth társaságában. Ekkor jártak először hazánkban. A turné végeztével Johan Farfallát kirúgták, Anders Nordin pedig a Brazil nevű csapatba távozott. Az új dobos Martin Lopez lett, aki korábban az Amon Amarth soraiban tevékenykedett. A harmadik nagylemez My Arms Your Hearse címen jelent meg. A felvételek Fredrik Nordström Fredman stúdiójában készültek. Ez idő tájt csatlakozott hozzájuk Martin Mendez basszusgitáros, de időhiány miatt a lemezen hallható basszustémákat Mikael játszotta fel. Szerepeltek egy Iron Maiden tribute lemezen is ( A Call to Irons: A Tribute to Iron Maiden-1999), melyen a Remember Tomorrow című dalt dolgozták fel. Ekkor alakult ki az Opeth első stabil felállása, mely aztán évekig együtt tudott dolgozni. A My Arms Your Hearse jelentős változásokat hozott : a dalok lerövidültek 6-8 percesre, Mikael egyre inkább a hörgésre koncentrált, a lemez kisugárzása pedig sötétebb mint elődjéé. A lemez szövegi értelemben egy konceptlemez, melyen kevesebb szerep jut az akusztikus átkötéseknek. Itt hallható a Demon Of The Fall c. szerzemény is, mely a rajongók kedvence, és a zenekar gyakorta játssza ráadásként a koncerteken. A My Arms Your Hearse volt az utolsó korong, melyet a Candlelight jelentetett meg.

### 1999-2001
A Peaceville Records égisze alatt álltak neki a soron következő album rögzítésének. Az 1999-ben napvilágot látott Still Life egy újabb konceptalbum lett. A történet lényegében egy Melinda nevű nő és annak viszonzatlan szerelme körül forog. A korongon már Martin Mendez basszusjátéka hallható, aki mindössze két zenekari próba után játszotta fel a témáit. A zenében visszatér a Morningrise-on megszokott arány a death metal és az akusztikus témák között. Hangzás tekintetében addigi legjobbjuk a Still Life. Mikael itt inkább természetes énekhangját részesíti előnyben. Az ötödik lemez Blackwater Park címen jelent meg 2001-ben a KOCH Records gondozásában. A lemez producere az a Steven Wilson volt, aki a Porcupine Tree nevezetű brit progresszív rockegyüttes vezéregyénisége. A hangmérnöki feladatokat közösen látta el Fredrik Nordströmmel. Wilson emellett vokálozott és néhány gitár, és billentyűrészletet is feljátszott a lemezre. Az albumon felerősödtek a szimfonikus hatások, a remek hangzás révén pedig jobban kihallhatóvá váltak a zenekarra jellemző rejtett finomságok. Mikael hangja minden korábbinál mélyebb lett. A nyitó The Leper Affinity tökéletesen foglalta össze a zenekar minden védjegyét. A lemez nemcsak Európában de Észak-Amerikában is komoly szakmai és kereskedelmi sikert hozott. 2001-ben felléptek a német Wacken Open Air fesztiválon 60000 ember előtt.

### 2002-2004
2002-ben jelent meg a Deliverance album, ismét Steven Wilson és a KOCH Records támogatásával. Eredetileg dupla albumban gondolkodtak a zenekar tagjai. Az egyik lemezre kerültek volna fel a zenekar durvább, metálosabb élét kidomborító dalok, míg a másik korong a kísérletezésé lett volna. A kiadó utasítása miatt azonban külön jelentek meg a korongok, néhány hónapos különbséggel. Először a Deliverance látott napvilágot. A maszterizálást/keverést Andy Sneap személyére bízták. A Deliverance öt 10 perc fölötti számot rejt valamint egy hatodik, közel 2 perces instrumentális dalt. Zeneileg az egyik legsúlyosabb lemezük, melyen tovább kísérleteztek az ütemekkel, a tempóváltásokkal. A durva részeknél gyakorta érezhető a Morbid Angel és a 80-as évek végi Voivod hatása is. A Deliverance felkerült a Billboard magazin Top100 Heatseeker listájára.

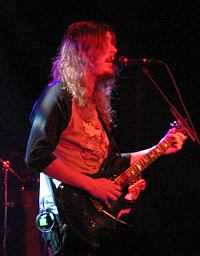
Mikael Åkerfeldt a zenekar vezetője.

Néhány hónappal később jelent meg a Damnation. A produceri székben ismét Steve Wilson ült, aki nemcsak a vokálokban és a billentyűs témákban szerepelt, de a Death Whispered A Lullaby megírásában is részt vett. A Damnation abszolút a 70-es évek progresszív rock együtteseinek stílusában íródott. Metalnak nyoma sincs a korongon, annál több az akusztikus gitár, a merengő, szomorú hangulat. Mikael a Deliverance és a Damnation albumokat az akkoriban elhunyt édesanyjának ajánlotta. A Damnation is felkerült a Billboard listára, majd a zenekar Grammy jelölést kapott, hard rock kategóriában. 2004-ben Lamentations címmel DVD-t adtak ki, melynek anyaga az előző évi, londoni Shepherd's Bush Empire-beli kétórás fellépésüket rejti. A műsor első részében terítékre került a teljes Damnation album, valamint a Harvest című dal a Blackwater Park albumról. A második részben a keményebb számaikat vették elő a Blackwater Park és Deliverance albumokról. A DVD tartalmaz továbbá egy 1 órás dokumentumfilmet a Damnation/Deliverance lemezek stúdiómunkálatairól a zenészek és Steve Wilson tolmácsolásában, akik beszélnek a zenekarról, a két albumról és a felvételi folyamatról.

### 2005-2007
A turnéra Per Wiberg (Spiritual Beggars) kísérte el az Opeth-et billentyűsként. Később hivatalosan is a zenekar tagja lett. 2005. március 15-én vonulnak stúdióba, hogy felvegyék a következő lemezt. A Ghost Reveries augusztus 30-án jelent meg a Roadrunner kiadó gondozásában, Jens Bogren producerkedésével. A lemezen előtérbe kerülnek a billentyűs hangszerek. Ezáltal a zene jóval dallamosabb és összetettebb lesz. Néhányan kifogásolják az albumban, hogy elődeihez képest nem hoz semmilyen újdonságot. A Ghost Reveries inkább addigi munkásságuk egyfajta összefoglalása. A felvételek után Martin Lopez a zenekar dobosa egészségügyi problémákra hivatkozva kilép a zenekarból. Helyére Martin Axenrot kerül. 2006-ban a Nevermore társaságában bonyolítottak le egy észak-amerikai turnét. Ezután megjelenik a Ghost Reveries limitált példányszámú kiadása egy Deep Purple feldolgozással (Soldier of Fortune), és egy bónusz DVD-vel. A 2005-ös turné mindenhol telt ház előtt zajlik, az Opeth pedig fellép a Sziget fesztiválon, valamint néhány hónap múlva (2005.12.17.) a Petőfi Csarnokban. 2006-ban részt vesznek a Gigantour fesztiválturnén, mely által további rajongókat szereznek. Szintén 2006-ban a KOCH records egy 5 lemezből álló box- szettet ad ki Collector's Edition Slipcase név alatt. A csomag első 3 CD-je a sorlemezekről válogat, míg az utóbbi kettőn egy 2003-as koncert hallható. A 2006. november 9-én adott londoni, a Camden Roundhouse-ban tartott koncertjüket DVD és dupla CD formátumban is hozzáférhetővé teszi a Peaceville kiadó, The Roundhouse Tapes címmel. 2007. május 17-én Peter Lindgren kilép a zenekarból. Elvesztette hitét az Opeth iránt, a turnékon lefogyott és állandóan panaszkodott. Helyére Fredrik Åkesson került (ex-Arch Enemy). Ekkora a Ghost Reveries világszerte már több mint negyedmillió példányban kelt el.

### 2008-2010
2007 végén kezdődtek el és 2008 elején fejeződtek be a kilencedik Opeth album felvételei. A Watershed címet kapott anyag, producere Jens Bogren és Mikael Åkerfeldt voltak. A lemezre hét dal került fel, de a speciális kiadásokhoz rögzítettek 3 feldolgozást is: Robin Trowertől a Bridge of Sighs c. dalt, az Alice in Chainstől a Would?-ot, és a Roxette svéd együttes énekesétől, Marie Fredriksson-tól a Den Standiga Resan-t. A lemezen ismét a death metal és a progresszív rock keveréke hallható, ám ezúttal Per Wiberg több 70-es évekbeli hangszínt használ, valamint sokszor kap szerepet a mellotron is. A Billboard lista huszonharmadik helyéig kúszik fel a Watershed. A rajongók egy része túlságosan kiszámíthatónak tartja a lemezt, míg mások szerint most írtak először igazi dalokat. A turné során a zenekar fellép a Wacken Open Air fesztiválon, majd a Dream Theater előzenekaraként turnéznak. Az európai turné olyan zenekarokkal zajlik, mint a Cynic vagy a The Ocean. 2008-ban The Candlelight Years címen jelent meg az első három albumuk újrakiadása egy 3CD-s dobozban, aminek bakelitverziója The Wooden Box néven 2009-ben jelent meg. 2009 novemberében Ausztrál turnéra indultak.
2010-ben az Opeth írt egy számot "The Throat of Winter" címmel, ami a God Of War III soundtrackjében jelent meg. Åkerfeldt szerint a szám sokkal inkább volt furcsa, semmint hogy metál. Fennállásuk 20 évfordulójának alkalmából rendeztek egy világ körüli turnét is.

### 2011-2013
2010 szeptemberében Åkerfeldt azt állította, hogy készítenek egy új albumot. A weboldalukra is feltették, hogy 2011. január 31-én kezdenék meg a felvételeket. 2011. szeptember 14-én meg is jelent az album, Heritage címmel. 

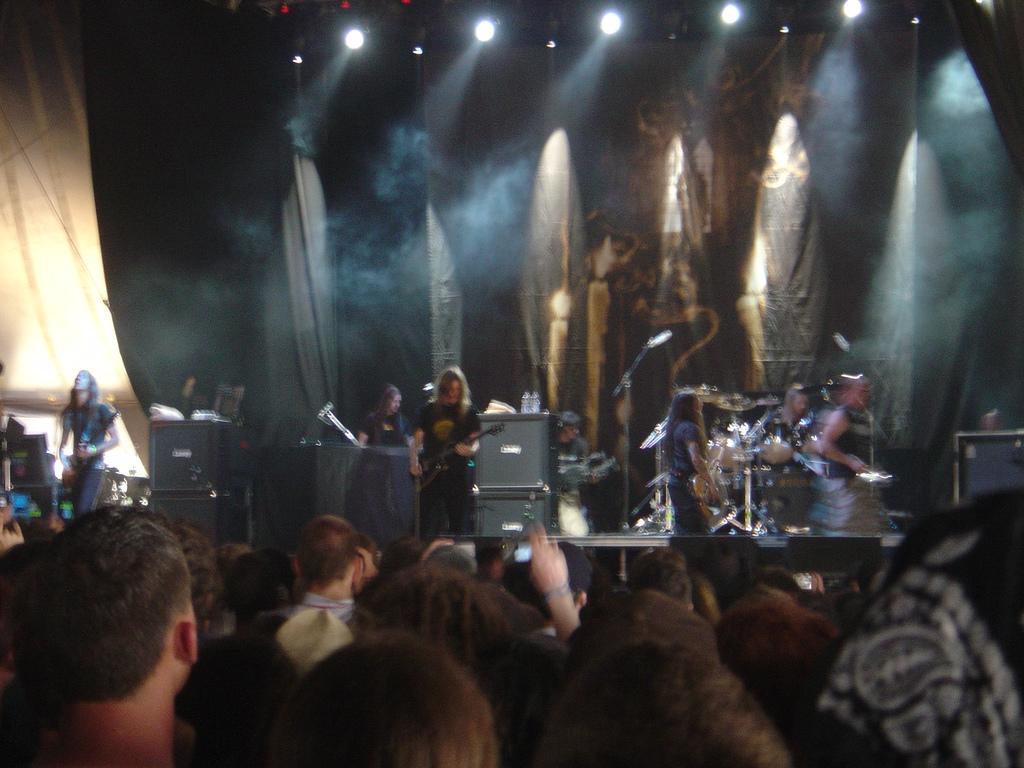
Az Opeth egy 2005-ös koncerten.

## Borítók
A zenekar mindig is nagy gondot fordított lemezei csomagolására. Azt akarják elérni, hogy a borító alapján a hallgató meg tudja ítélni a dalok hangulatát. Az első lemez az Orchid borítója még lila színben pompázott, de volt olyan korongjuk is, az 1999-es Still Life, melyen a vörös szín dominált. A többi album esetében a fekete-fehér árnyalatait alkalmazzák, véleményük szerint ugyanis a hangulatokat ezáltal jobban ki tudják fejezni. Némi kivételt képez ez alól a Ghost Reveries és a Watershed festménye, mert bár az élénk színekhez ezeknél sem kanyarodnak vissza, de a szürke árnyalatokat barnás és aranyszín tónusokra cserélték fel. Elmondásuk szerint ezáltal még inkább ki tudják fejezni a zenéjük által sugárzott, mélabús hangulatokat. A borítók tervezését rendszerint Travis Smith-re bízzák.

## Diszkográfia
Nagylemezek
- Orchid (1995)
- Morningrise (1996)
- My Arms, Your Hearse (1998)
- Still Life (1999)
- Blackwater Park (2001)
- Deliverance (2002)
- Damnation (2003)
- Ghost Reveries (2005)
- Watershed (2008)
- Heritage (2011)
- Pale Communion (2014)
- Sorceress (2016)
- In Cauda Venenum (2019)
- The Last Will and Testament (2024)

Koncertlemezek, koncertfilmek
- Lamentations (2003)
- The Roundhouse Tapes (2007)
- In Live Concert at the Royal Albert Hall (2010)
- Garden of the Titans: Live at Red Rocks Amphitheater (2018)

Box szettek
- Opeth Box Set (2006)
- The Candlelight Years (2008)
- The Wooden Box (2009)